# Commanderie de Lourcines
À l'origine de la commanderie de Lourcines, il y a des acquisitions faites par les Hospitaliers  de l'ordre de Saint-Jean de Jérusalem au XIIIe siècle.

## Origine
Ce don fait par Guillaume et Marie de Poitiers, sa femme, en juillet 1250, n'était qu'une réunion de masures avec vigne et porcherie,. Ces masures furent remplacées par un « hôtel dit Zone ou Jaune » qui était rue de Lourcines. Le commandeur avait le pouvoir de justice seigneuriale sur Lourcines. En 1530, le commandeur Guignon y nomma des officiers et fit une salle de plaids,.

## La création du fief de la Tombe-Issoire
Lors de l'agrandissement de Paris, la maison de Lourcines se trouve coupée en deux, une restant à Paris avec l’hôtel de Lourcines et un ilot formé par la Bièvre comprenant quelques arpents de terre dans le champ des Capucins, en plus un certain nombre de censives sur des maisons et des terrains environnants. L'autre partie nettement plus vaste pris le nom de fief ou commanderie de la Tombe-Issoire.

## Sources
- Eugène Mannier, Les commanderies du grand prieuré de France d'après les documents inédits conservés aux archives nationales à Paris, Paris, 1872 (lire en ligne)